# ألكسندرو بورسينو
ألكسندرو بورسينو (بالرومانية: Alexandru Bourceanu)‏ (24 أبريل 1985 رومانيا - ) هو لاعب كرة قدم روماني، يلعب كلاعب وسط.

## وصلات خارجية
ألكسندرو بورسينو على موقع الاتحاد الدولي (مؤرشف)  (الإنجليزية)
- ألكسندرو بورسينو على موقع الاتحاد الأوربي (الإنجليزية)
- ألكسندرو بورسينو على موقع اتحاد تركيا (لاعب) (الإنجليزية)
- ألكسندرو بورسينو على موقع قاعدة بيانات كرة القدم.إي يو (الإنجليزية)
- ألكسندرو بورسينو على موقع ناشيونال فوتبول تيمز (الإنجليزية)
- ألكسندرو بورسينو على موقع Soccerway.com (الإنجليزية)
- ألكسندرو بورسينو على موقع عالم كرة القدم.نت (الإنجليزية)
- ألكسندرو بورسينو على موقع AS.com (الإسبانية)